# Spencerville (Maryland)
Spencerville – jednostka osadnicza w Stanach Zjednoczonych, w stanie Maryland, w hrabstwie Montgomery.